# Dischidia angustifolia
Dischidia angustifolia är en oleanderväxtart som beskrevs av Friedrich Anton Wilhelm Miquel. Dischidia angustifolia ingår i släktet Dischidia och familjen oleanderväxter. Inga underarter finns listade i Catalogue of Life.